# Margo
Margo (10 de mayo de 1917-17 de julio de 1985), también conocida como Margo Albert, fue una actriz y bailarina mexicana. 

## Resumen biográfico
Su verdadero nombre era María Marguerita Guadalupe Teresa Estela Bolado, nació en México D. F.
Margo actuó en numerosas producciones cinematográficas y televisivas estadounidenses, aunque principalmente en papeles de reparto. Sus papeles más importantes son los que hizo para los filmes Horizontes perdidos (1937), The Leopard Man (1943), ¡Viva Zapata! (1952) y I'll Cry Tomorrow (1955). 
Margo se casó con el actor Francis Lederer en 1937, divorciándose en 1940. Posteriormente, el 5 de diciembre de 1945, se casó con el también actor Eddie Albert, permaneciendo juntos hasta el fallecimiento de la actriz a causa de un tumor cerebral en 1985 en Pacific Palisades (Los Ángeles), California. Fue enterrada en el Cementerio Westwood Village Memorial Park.
Uno de sus hijos fue el actor Edward Albert. Además, Margo era sobrina política del director de orquesta y músico Xavier Cugat.

## Filmografía
- Psyched by the 4D Witch (A Tale of Demonology) (1972)
- Trampa a mi marido (1962)
- From Hell to Texas (1958)
- I'll Cry Tomorrow (1955)
- ¡Viva Zapata! (1952)
- Gangway for Tomorrow (1943)
- Behind the Rising Sun (1943)
- The Leopard Man (1943)
- Miracle on Main Street (1939)
- Horizontes perdidos (1937)
- Winterset (1936)
- The Robin Hood of El Dorado (1936)
- Rumba (1935)
- Crime Without Passion (1934)